# Valentines Park

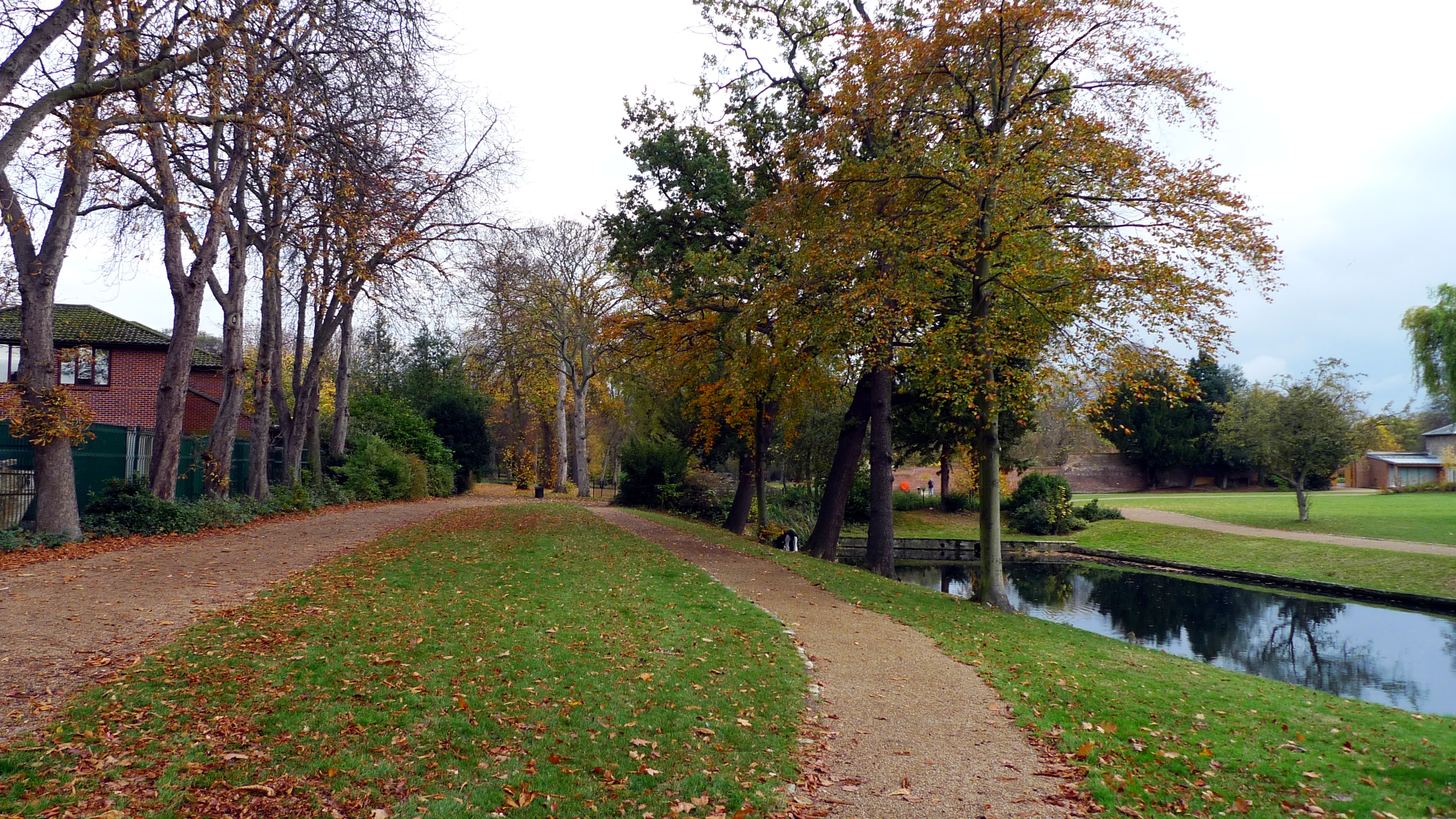
Entrée dans le parc par Cranbrook Road

Le Valentines Park est, avec ses 52 hectares  le plus grand espace vert du quartier londonien de Redbridge entre Ilford et Gants Hill. Il a été acquis lors de divers achats et dons de terres, commençant en 1898 et culminant dans les années 1920.

## Histoire
En 1899, le domaine de Cranbrook, à l’ouest de Valentines, était sur le point d’être vendu pour des constructions. L’arrondissement municipal d’Ilford avait acquis sa première partie de parc un an auparavant et souhaitait en agrandir la superficie au fur et à mesure de la disponibilité des terrains. Les responsables locaux se sont rendu compte que, sauf si une zone de détente et de plaisir était conservée pour la population urbaine croissante, toutes les traces d'un Ilford rural non développé seraient perdues. Le parc a été ouvert la même année sous le nom de Central Park. À la suite du décès du propriétaire du manoir en 1902, le conseil local acquit le reste de ses terres et agrandit ainsi le parc.
County Cricket a été joué pour la première fois à Valentine's Park à Ilford en 1922 et un pavillon a été achevé un an plus tard. Le 15 mai 1966, Essex et Somerset ont disputé leur tout premier match de comté disputé le dimanche dans la région. Ce fut un succès avec 6000 spectateurs.

Valentines Park a fait l'objet d'une rénovation complète en 2007-2008 financée par le Heritage Lottery Fund et par ses propriétaires, le London Borough of Redbridge. Il y a un certain nombre d'endroits classés Grade II caractéristiques dans le parc et une partie de l'aménagement de jardin formel du début du 18ème. Le parc lui-même est inscrit au registre du patrimoine anglais des parcs et jardins d’intérêt historique particulier en Angleterre. Une brève description ( English Heritage) de ces éléments est disponible sur Images of England.

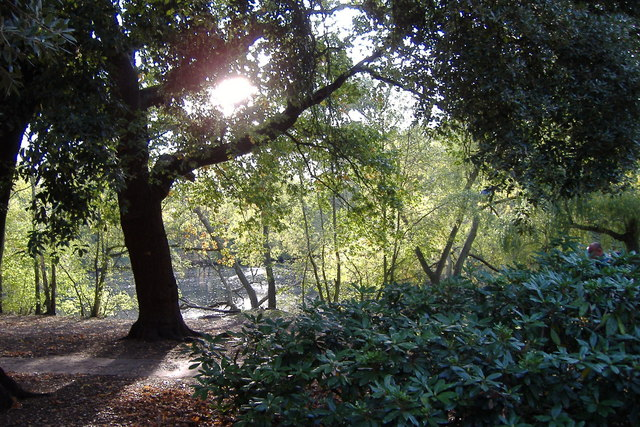
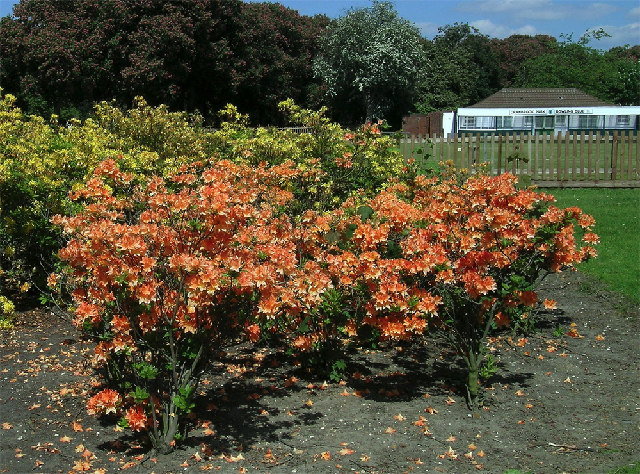
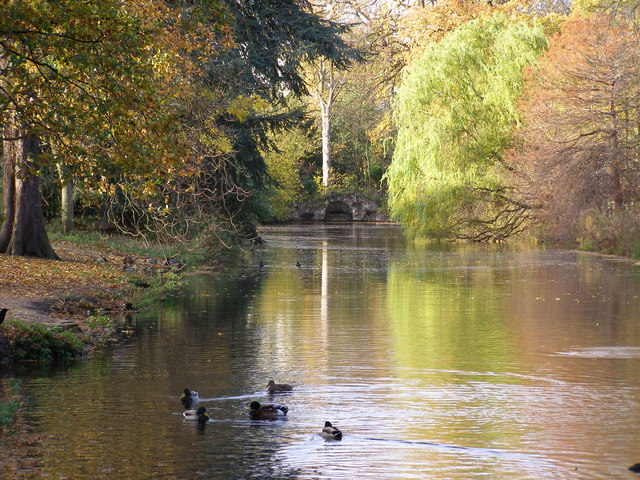
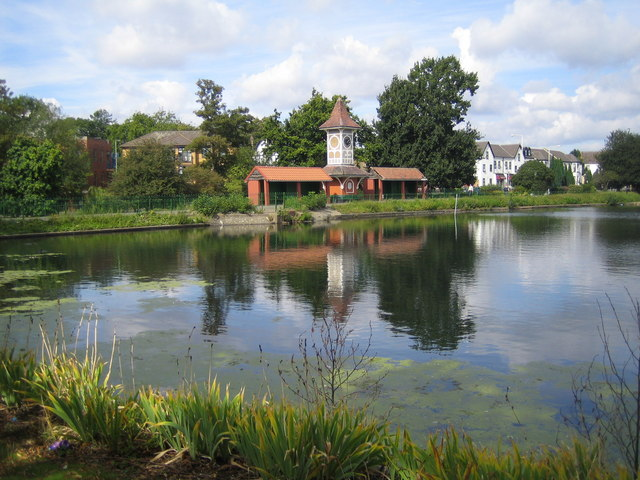